# IAM Cycling/2013
Deze pagina geeft een overzicht van de IAM Cycling-wielerploeg in 2013. 

## Algemene gegevens
Sponsors: IAM
Algemeen manager: Michel Thetaz
Ploegleiders: Marcello Albasini, Rubens Bertogliati, Serge Beucherie, Kjell Carlström, Eddy Seigneur
Fietsmerk: Scott

## Renners
| Naam                  | Geboortedatum | Nationaliteit | Ploeg 2012                    |
| --------------------- | ------------- | ------------- | ----------------------------- |
| Marcel Aregger        | 26-08-1990    | Zwitserland   | Atlas Personal-Jakroo         |
| Marco Bandiera        | 12-06-1984    | Italië        | Omega Pharma-Quick-Step       |
| Matthias Brändle      | 07-12-1989    | Oostenrijk    | Team NetApp                   |
| Rémi Cusin            | 03-02-1986    | Frankrijk     | Team Type 1-Sanofi            |
| Stefan Denifl         | 20-09-1987    | Oostenrijk    | Vacansoleil-DCM               |
| Martin Elmiger        | 23-09-1978    | Zwitserland   | AG2R-La Mondiale              |
| Jonathan Fumeaux      | 07-03-1988    | Zwitserland   | Atlas Personal-Jakroo         |
| Kristof Goddaert      | 21-11-1986    | België        | AG2R-La Mondiale              |
| Heinrich Haussler     | 25-02-1984    | Australië     | Team Garmin-Barracuda         |
| Sébastien Hinault     | 11-02-1974    | Frankrijk     | AG2R-La Mondiale              |
| Reto Hollenstein      | 22-08-1985    | Zwitserland   | Team NetApp                   |
| Kevyn Ista            | 22-11-1984    | België        | Accent.Jobs-Willems Veranda's |
| Dominic Klemme        | 31-10-1986    | Duitsland     | Argos-Shimano                 |
| Pirmin Lang           | 25-11-1984    | Zwitserland   | Atlas Personal-Jakroo         |
| Gustav Larsson        | 20-09-1980    | Zweden        | Vacansoleil-DCM               |
| Thomas Lövkvist       | 04-04-1984    | Zweden        | Sky ProCycling                |
| Matteo Pelucchi       | 21-01-1989    | Italië        | Team Europcar                 |
| Alexandr Pljoesjin    | 13-01-1987    | Moldavië      | Leopard-Trek Continental Team |
| Sébastien Reichenbach | 28-05-1989    | Zwitserland   | Geen                          |
| Aleksejs Saramotins   | 08-04-1982    | Letland       | Cofidis                       |
| Patrick Schelling     | 01-05-1990    | Zwitserland   | Atlas Personal-Jakroo         |
| Johann Tschopp        | 01-07-1982    | Zwitserland   | BMC Racing Team               |
| Marcel Wyss           | 25-06-1986    | Zwitserland   | Team NetApp                   |

## Overwinningen
| Ronde van de Middellandse Zee Eindklassement: Thomas Lövkvist Ronde van de Sarthe 1e etappe: Matteo Pelucchi Ronde van Bern Winnaar: Marcel Wyss Oostenrijks kampioenschap wielrennen op de weg (ITR) Winnaar: Matthias Brändle Ronde van Beieren 5e etappe: Heinrich Haussler Zweeds kampioenschap wielrennen op de weg (ITR) Winnaar: Gustav Larsson Lets kampioenschap wielrennen op de weg Winnaar: Aleksejs Saramotins | Trofeo Matteotti Winnaar: Sébastien Reichenbach Ronde van de Limousin 1e etappe: Martin Elmiger Eindklassement: Martin Elmiger Tour de Jura Winnaar: Matthias Brändle Ronde van de Doubs Winnaar: Aleksejs Saramotins |

2013 · 2014 · 2015 · 2016